# حمام قبادبزن
حمام قبادبزن حمامی تاریخی مربوط به دوره قاجار است که در روستای قبادبزن (بخش مرکزی شهرستان کهک) واقع می‌باشد. این اثر در تاریخ ۱۹ اسفند ۱۳۸۰ با شمارهٔ ثبت ۴۸۵۸ به‌عنوان یکی از آثار ملی ایران به ثبت رسیده است.